# Cossyphe à ailes bleues
Cossypha cyanocampter
Espèce
Synonymes
- Bessonornis cyanocampter Bonaparte, 1850

Statut de conservation UICN

 LC  : Préoccupation mineure
Le Cossyphe à ailes bleues (Cossypha cyanocampter) est une espèce d'oiseaux de la famille des Muscicapidae. Son aire dissoute s'étend à travers l'Afrique équatoriale.

## Systématique
L'espèce Cossypha cyanocampter a été décrite pour la première fois en 1850 par le biologiste français Charles-Lucien Bonaparte (1803-1857) sous le protonyme Bessonornis cyanocampter.

## Répartition et sous-espèces
Son aire s'étend notamment à travers l'Afrique équatoriale.
Selon la classification de référence du Congrès ornithologique international (version 12.1, 2022) :
- Cossypha cyanocampter cyanocampter (Bonaparte, 1850)
- Cossypha cyanocampter bartteloti Shelley, 1890